# Уболоття (Логойський район)
Уболоття — (біл. вёска Убалоцье), село (веска) в складі Логойського району розташоване в Мінській області Білорусі, підпорядковане Жовтневій сільській раді.
Село Уболоття розташоване в центральних районах Білорусі, в північній частині Мінської області - орієнтовне розташування.